# Sistema Bethesda
Il sistema Bethesda (TBS - The Bethesda System) è un sistema per la compilazione standardizzata delle diagnosi di citopatologia cervicale o vaginale, usato per refertare i risultati degli strisci di Pap test. Fu introdotto nel 1988, rivisto nel 1991, nel 2001 e poi di nuovo nel 2014. Il nome deriva dalla località (Bethesda, nel Maryland) in cui si tenne la conferenza che fondò il sistema.
Inoltre il sistema Bethesda è utilizzato per citopatologia dei noduli tiroidei.

## Tipi di risultato
I risultati anomali includono:
- cellule squamose atipiche
  - cellule squamose atipiche di significato non determinato (ASC-US)
  - cellule squamose atipiche - non si esclude HSIL (ASC-H)
- lesione intraepiteliale squamosa di basso grado (LGSIL o LSIL)
- lesione intraepiteliale squamosa di alto grado (HGSIL o HSIL)
- carcinoma delle cellule squamose
- cellule ghiandolari atipiche non altrimenti specificate (AGC-NOS)
- cellule ghiandolari atipiche, sospetto per AIS o cancro (AGC-neoplastic)
- adenocarcinoma in situ (AIS)

### Anomalie delle cellule squamose

#### LSIL (Low-grade Squamous Intraepithelial Lesion) - Lesione Intraepiteliale Squamosa di basso grado
Una lesione intraepiteliale squamosa di basso grado (LSIL o LGSIL) indica una possibile neoplasia cervicale intraepiteliale. LSIL in genere indica una displasia media (CIN 1), verosimilmente a causa di un'infezione da papillomavirus (HPV). Di solito è diagnosticata in seguito ad un Pap test.
CIN 1 è la più comune e la più benigna forma di neoplasia cervicale intraepiteliale e di solito si risolve spontaneamente nel giro di due anni. A causa di ciò, i risultati LSIL possono essere gestiti con una semplice filosofia "osserva e aspetta". Comunque, poiché c'è un 12-16% di possibilità di progressione verso una displasia più severa, il medico potrebbe voler seguire in modo più aggressivo eseguendo una colposcopia con biopsia. Se la displasia progredisce, potrebbe rendersi necessario trattarla. Il trattamento implica la rimozione del tessuto affetto, ottenuta tramite procedura LEEP (Loop Electrical Excision Procedure, in italiano "Procedura di escissione elettrochirurgica ad ansa"), criochirurgia, biopsia a cono o ablazione laser.

#### HSIL (High-grade Squamous Intraepithelial Lesion) - Lesione Intraepiteliale Squamosa di alto grado
Una lesione intraepiteliale squamosa di alto grado (HSIl o HGSIL) indica una moderata o severa neoplasia cervicale intraepiteliale o carcinoma in situ. In alcuni casi, se non seguite in modo appropriato, queste lesioni possono condurre a un cancro cervicale invasivo.
HSIL non significa che il cancro è presente. Tra tutte le donne con un risultato HSIL, il 2% o meno presenta cancro cervicale invasivo, ma senza trattamento circa il 20% potrebbe progredire verso un cancro cervicale invasivo. Per combattere tale progressione, un HSIL è generalmente seguito da una immediata colposcopia con biopsia, per avere un campione oppure per rimuovere il tessuto displastico. Il tessuto viene analizzato per una verifica, ed eventualmente per assegnare una classificazione istologica. HSIL generalmente corrisponde alla classificazione istologica di neoplasia cervicale intraepiteliale CIN 2 o 3.
Il trattamento di HSIL implica la rimozione o distruzione delle cellule affette, di solito tramite LEEP. Altri metodi includono la crioterapia, la cauterizzazione oppure l'ablazione laser, ma nessuna viene eseguita in caso di gravidanza. Ognuna di queste procedure ha l'85% di possibilità di risolvere il problema.

### Anomalie delle cellule ghiandolari

#### Adenocarcinoma
L'adenocarcinoma può svilupparsi nell'endocervice, nell'endometrio e in siti extrauterini.

#### AGC (Atypical Glandular Cells) - Cellule Ghiandolari Atipiche
AGC (AGUS in una precedente nomenclatura) è l'acronimo per atypical glandular cells of undetermined significance (cellule ghiandolari atipiche di significato indeterminato). È stato rinominato AGC (cellule ghiandolari atipiche) per evitare confusione con ASCUS.
La gestione dellAGC è la colposcopia con o senza biopsia dell'endometrio.